# Дюэн
Дюэ́н (фр. Duingt) — коммуна в департаменте Верхняя Савойя региона Рона — Альпы, расположенная на юго-востоке Франции, на берегу озера Анси.
История этого места начинается еще в бронзовом веке (с 1400 до 700 г. до н.э.), когда стали образовываться прообразы первых поселений.  Отличительным признаком поселения Дюэн является остров, носящий название остров Росле (Roselet). Первые объекты, такие как керамические обломки, браслеты и кольца, которые выставлены в музее города Анси, были найдены в 1856 году.

## Достопримечательности
Церковь Дюэна построена в XIX веке в неоготическом стиле. В Дюэне расположены два замка, но они закрыты для посещения. Дюэнский замок, называемый также Замок де Шатовьё (Châteauvieux) или Замок де Руфи (Ruphy), расположен на маленьком острове, который соедин с материком дамбой. Первый замок был построен в XI веке, а его облик окончательно сформировался в промежутке между XVII-XIX веками. Недалеко находится замок Дере (Dhéré), построенный в XV веке. В центре Дюэна есть еще несколько домов в савоярском стиле XVII-XVIII веков.

## Изображения

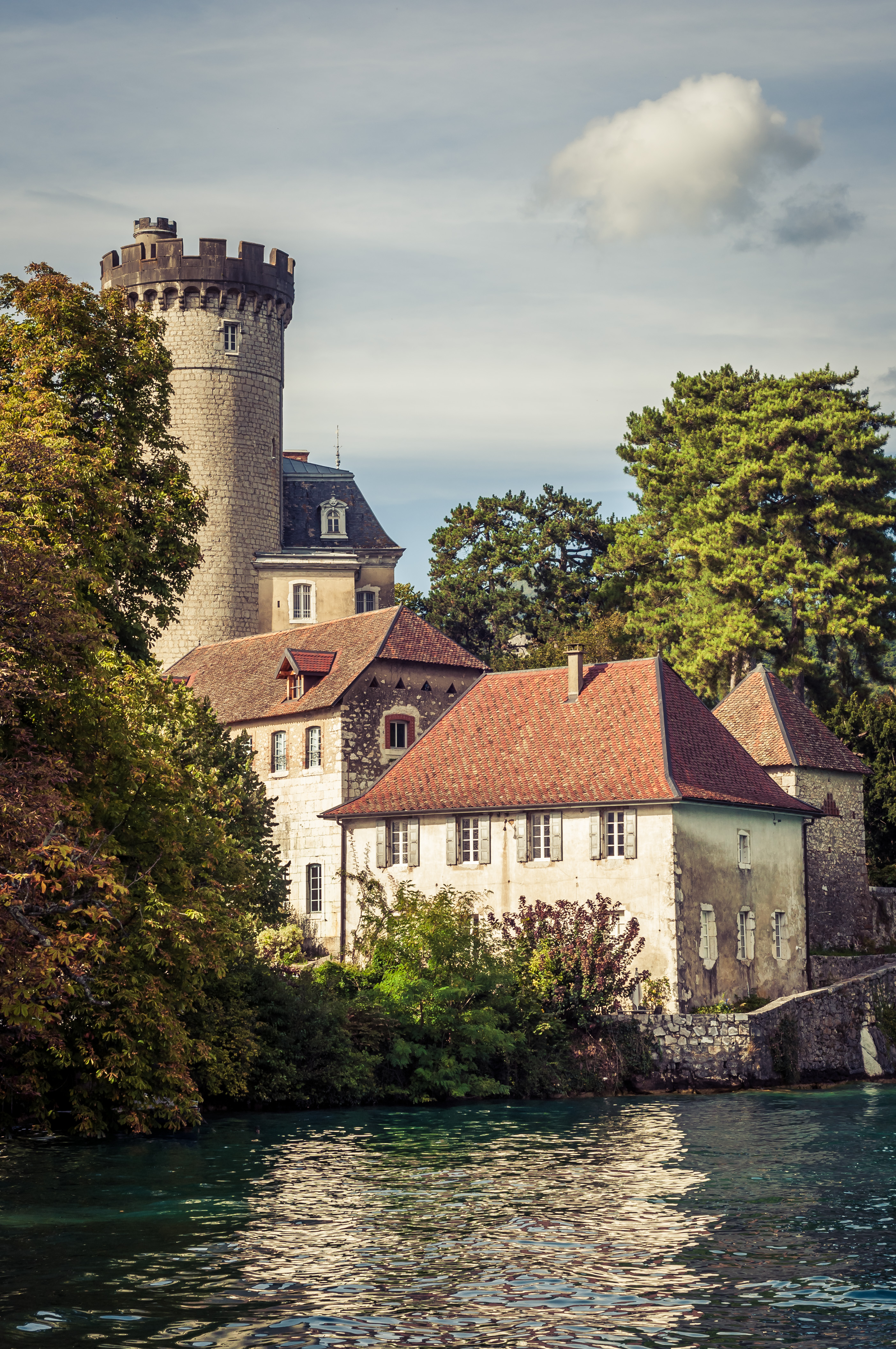
Дюэнский замок